# Le Marais de Saint-Gond
Le Marais de Saint-Gond este o arie protejată (sit de importanță comunitară — SCI) din Franța întinsă pe o suprafață de 1.744 ha, integral pe uscat.

## Localizare
Centrul sitului Le Marais de Saint-Gond este situat la coordonatele 48°48′52″N 3°52′10″E / 48.81444°N 3.86944°E.

## Înființare
Situl Le Marais de Saint-Gond a fost declarat arie specială de conservare în baza directivei 92/43 din 1992 referitoare la conservarea habitatelor naturale și a faunei și florei sălbatice pentru a proteja 2 specii de plante și 11 specii de animale.

## Biodiversitate
Situată în ecoregiunile atlantică și continentală, aria protejată conține 12 habitate naturale: Liziere de ierburi înalte hidrofile de câmpie și de nivel montan până la alpin, Mlaștini turboase de tranziție și turbării mișcătoare, Păduri aluvionare cu Alnus glutinosa și Fraxinus excelsior (Alno-Padion, Alnion incanae, Salicion albae), Fânețe de joasă altitudine (Alopecurus pratensis, Sanguisorba officinalis), Mlaștini alcaline, Mlaștini împădurite, Lacuri eutrofice naturale cu vegetație de tip Magnopotamion sau Hydrocharition, Pajiști uscate seminaturale și facies de acoperire cu tufișuri pe substraturi calcaroase (Festuco-Brometalia) (* situri importante pentru orhidee), Ape puternic oligomezotrofe cu vegetație bentonică cu Chara spp., Mlaștini calcaroase cu Cladium mariscus și specii de Caricion davallianae, Cursuri de apă de la nivel de câmpie la nivel montan, cu vegetație Ranunculion fluitantis și Callitricho-Batrachion, Pajiști cu Molinia pe soluri calcaroase, turboase sau argilos-nămoloase (Molinion caeruleae).
La baza desemnării sitului se află mai multe specii protejate:
- plante (2): moșișoare (Liparis loeselii), Sisymbrium supinum
- amfibieni (1): triton cu creastă (Triturus cristatus)
- mamifere (2): liliac cărămiziu (Myotis emarginatus), liliacul mic cu potcoavă (Rhinolophus hipposideros)
- nevertebrate (8): Coenagrion mercuriale, fluturele auriu (Euphydryas aurinia), Euplagia quadripunctaria, libelule (Leucorrhinia pectoralis), fluturele purpuriu (Lycaena dispar), Oxygastra curtisii, Vertigo angustior, Vertigo moulinsiana

Pe lângă speciile protejate, pe teritoriul sitului au mai fost identificate 21 de specii de plante, 34 de specii de păsări, 4 specii de amfibieni, 2 specii de mamifere, 2 specii de reptile.